# 경찰병원역
경찰병원역(警察病院驛, National Police Hospital station)은 서울특별시 송파구 가락동에 위치해 있는 수도권 전철 3호선의 전철역이다. 인근에 국립경찰병원이 있다. 수도권 전철 3호선 단일역들 중 개통 당시부터 최초로 스크린도어를 설치한 역이다.

## 역사
- 2003년 12월 21일 : 착공
- 2009년 10월 29일 : 경찰병원역으로 역명 결정[1]
- 2010년 2월 18일 : 수도권 전철 3호선 수서 ~ 오금 연장 구간 개통과 함께 영업 개시

## 역 구조
승강장은 2면 2선의 상대식을 갖추고 있으며, 스크린도어가 설치되어 있다. 노약자나 장애인의 수요를 고려하여 대한민국 최초로 승강장 안전 발판을 설치한 역이다.

### 승강장
| 가락시장 ↑  |
| 하 \| \| 상 |
| ↓ 오금      |

| 상행 | ● 수도권 전철 3호선 | 수서 · 도곡 · 교대 · 옥수 · 충무로 · 대화 방면 |
| 하행 | ● 수도권 전철 3호선 | 오금 방면                                      |

## 역 주변
- 경찰병원
- 서울동부고용복지플러스센터
- 가락 근린공원
- 서울신가초등학교
- 석촌중학교
- 가락2동 행정복지센터
- 문정로데오거리
- 건너말 공원

## 이용객 변동
2010년 자료는 개통일인 2010년 2월 18일부터 12월 31일까지인 317일 기준으로 환산한 것이다.
| 노선  | 노선   | 일평균 인원수 (명/일) | 일평균 인원수 (명/일) | 일평균 인원수 (명/일) | 일평균 인원수 (명/일) | 일평균 인원수 (명/일) | 일평균 인원수 (명/일) | 일평균 인원수 (명/일) | 일평균 인원수 (명/일) | 일평균 인원수 (명/일) | 각주  |
| 노선  | 노선   | 2010년                | 2011년                | 2012년                | 2013년                | 2014년                | 2015년                | 2016년                | 2017년                | 2018년                | 각주  |
| ----- | ------ | --------------------- | --------------------- | --------------------- | --------------------- | --------------------- | --------------------- | --------------------- | --------------------- | --------------------- | ----- |
| 3호선 | 승차   | 4,802                 | 6,352                 | 6,824                 | 7,306                 | 7,400                 | 7,440                 | 7,611                 | 7,562                 | 7,690                 | [ 2 ] |
| 3호선 | 하차   | 4,713                 | 6,217                 | 6,648                 | 7,145                 | 7,237                 | 7,365                 | 7,595                 | 7,509                 | 7,644                 | [ 2 ] |
| 3호선 | 승하차 | 9,515                 | 12,569                | 13,472                | 14,451                | 14,637                | 14,805                | 15,206                | 15,071                | 15,334                | [ 2 ] |

## 사진

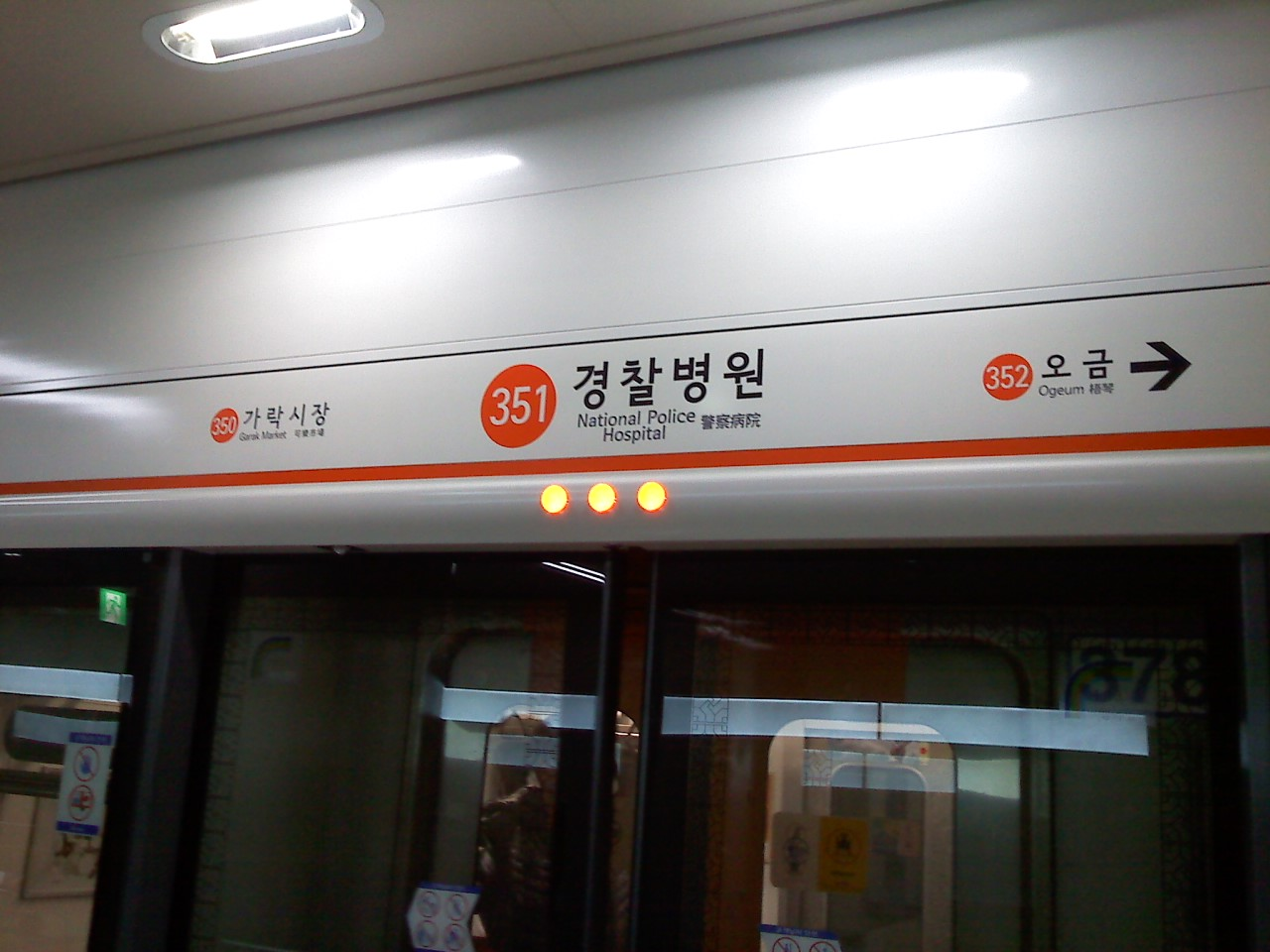
스크린도어
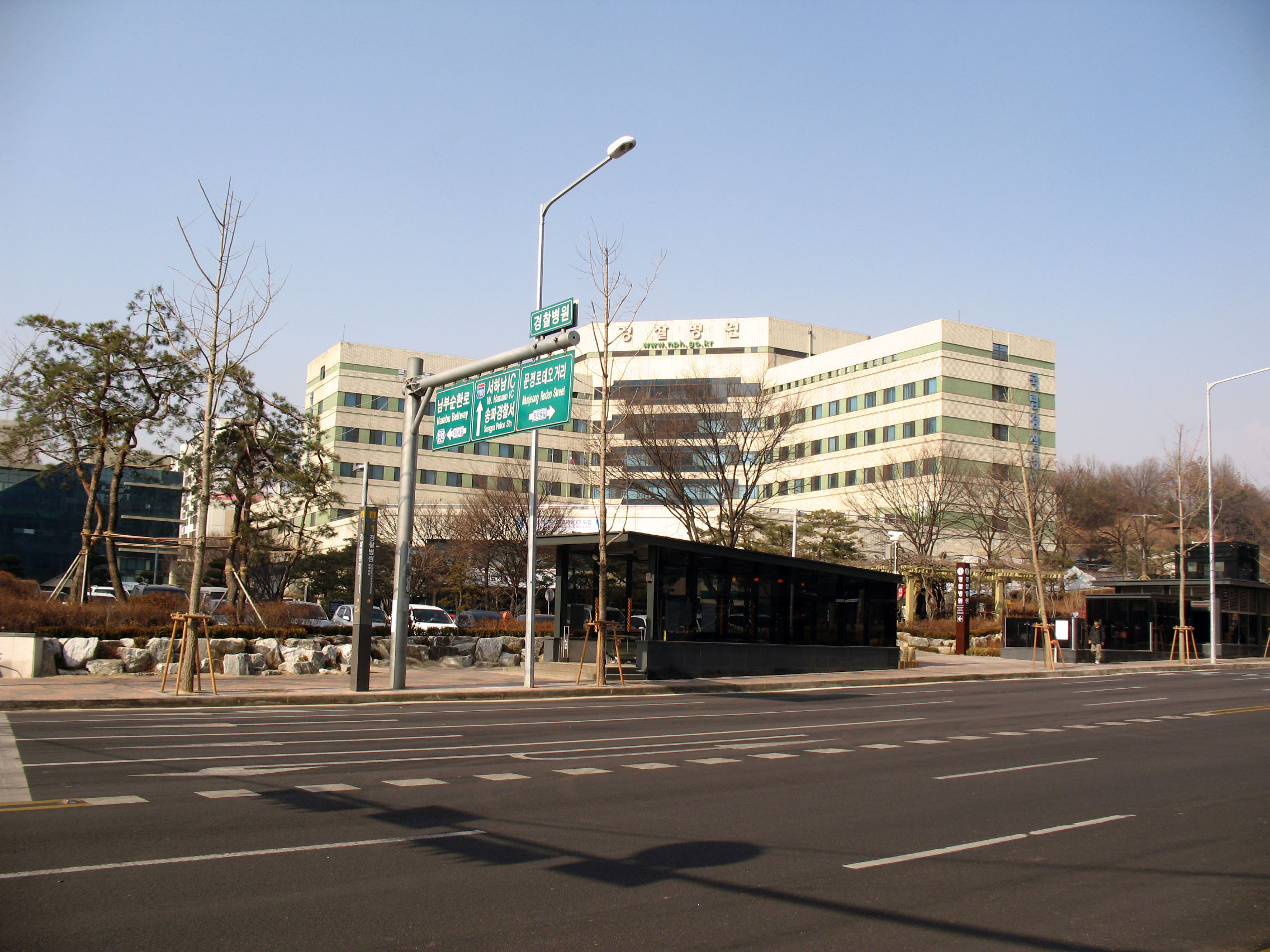
국립경찰병원과 1번 출구
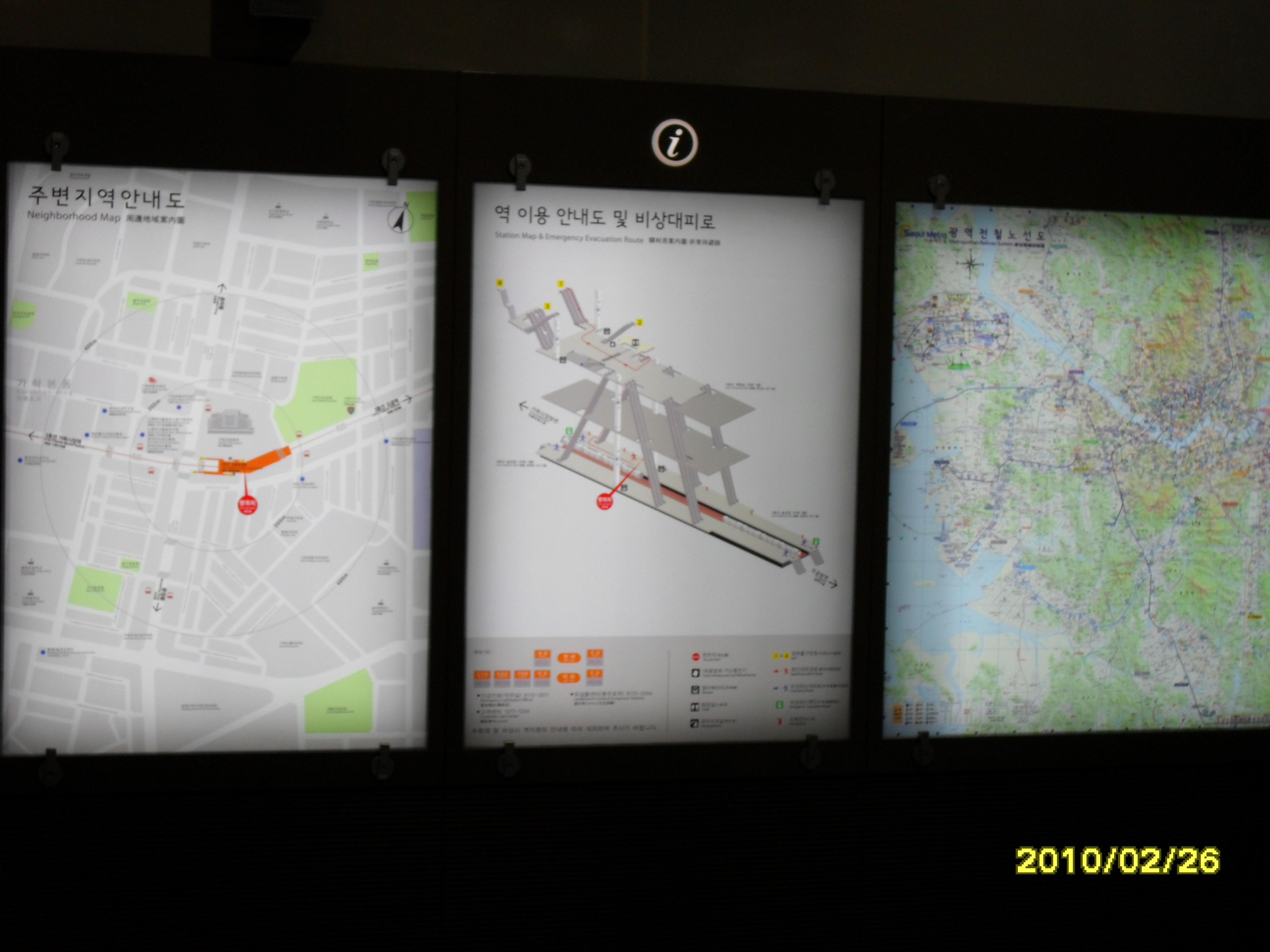
종합 안내도
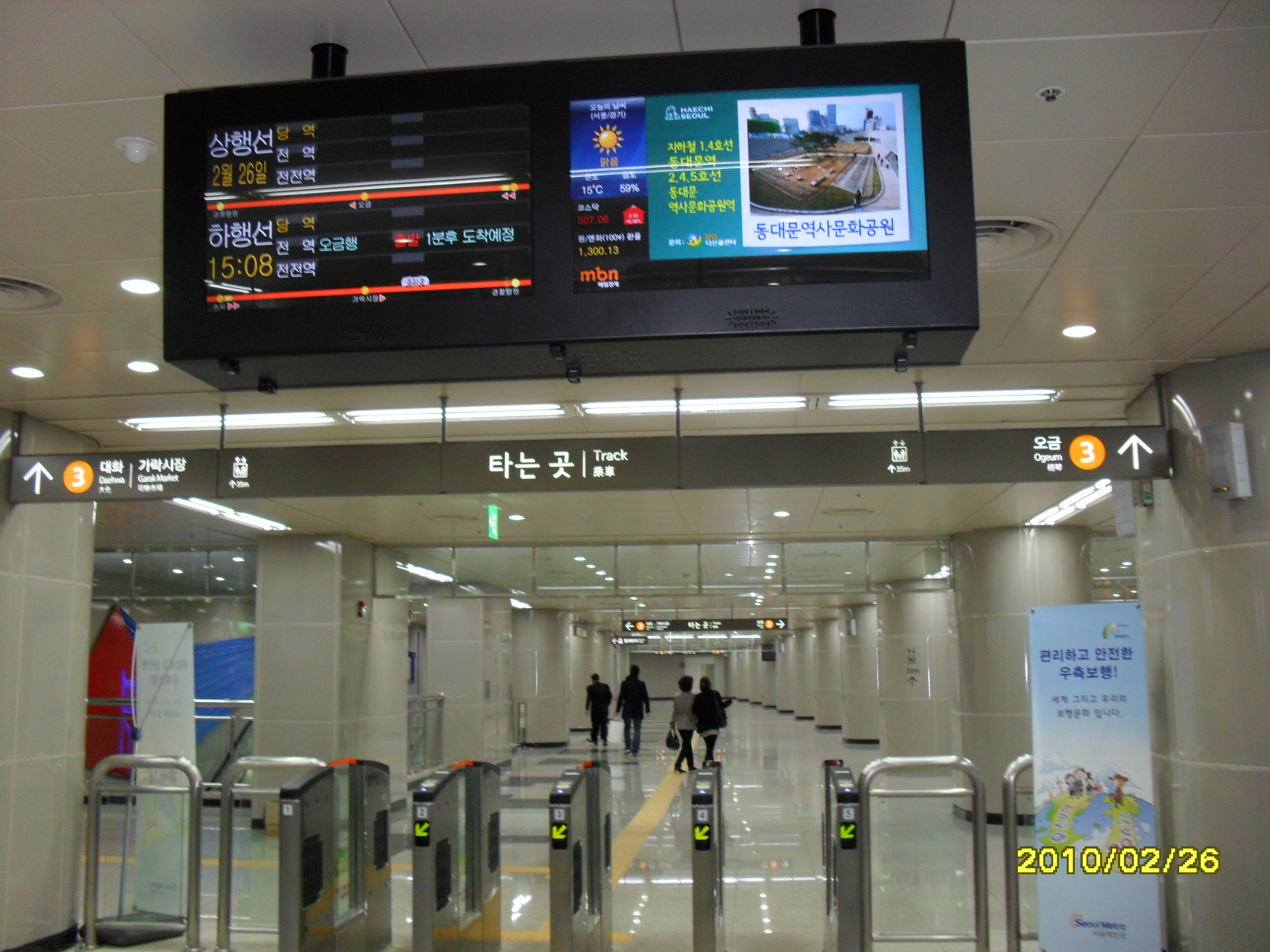
개찰구
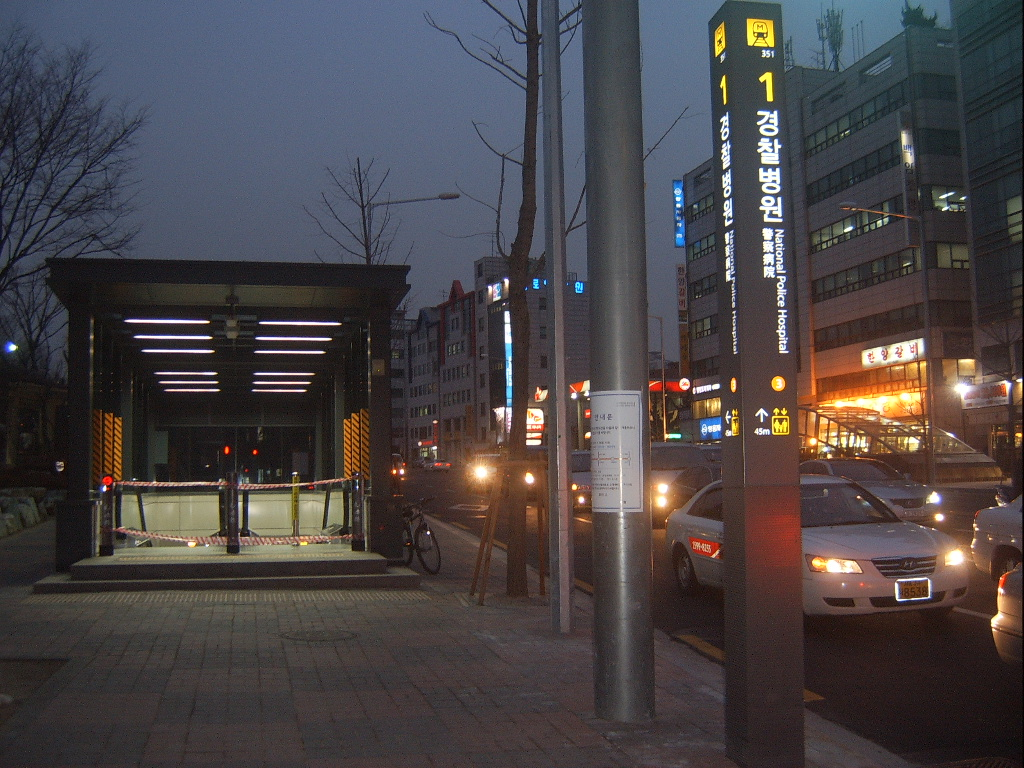
1번 출구
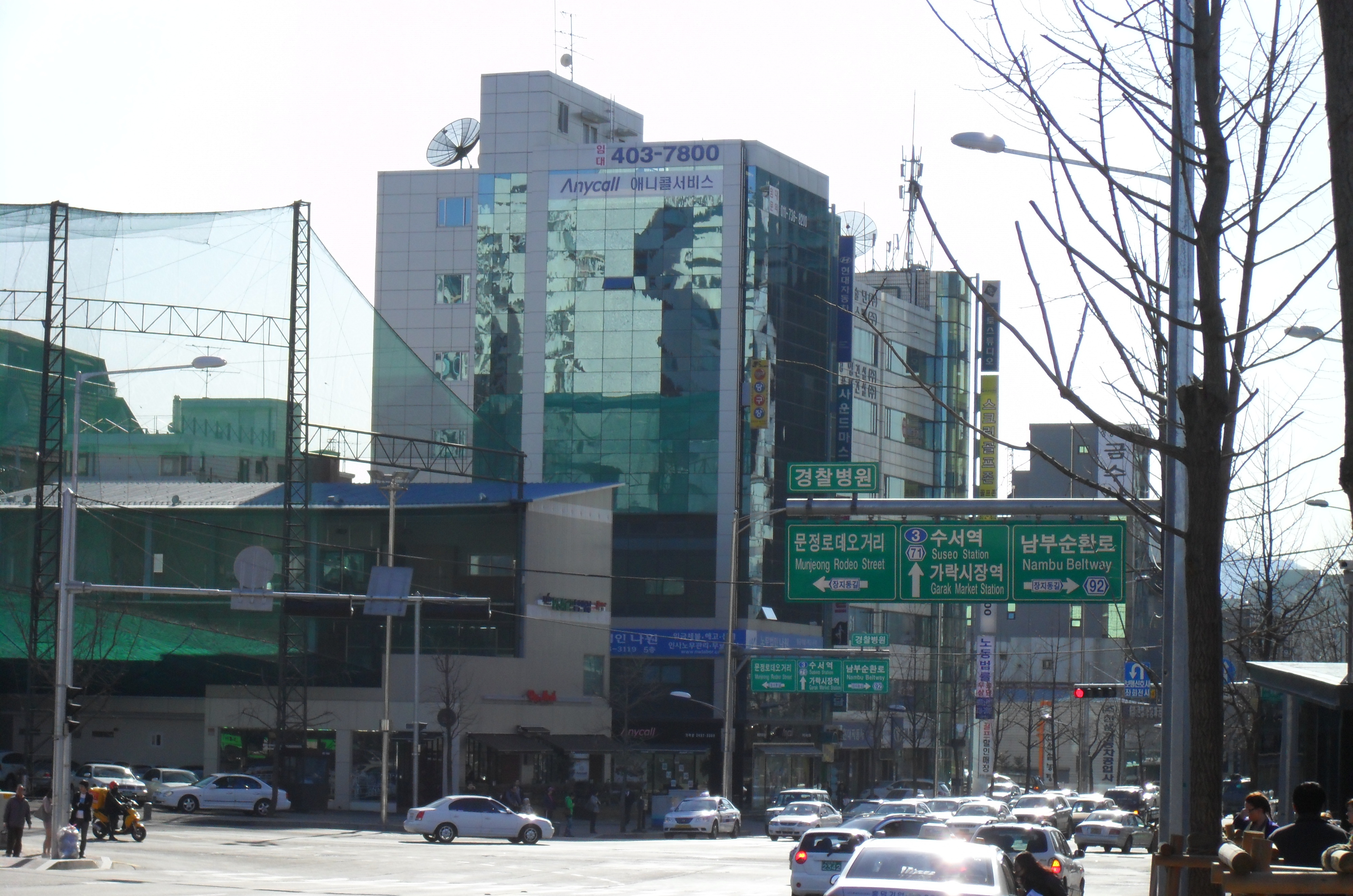
역 사거리

## 인접한 역
| 서울 지하철 3호선      | 서울 지하철 3호선   | 서울 지하철 3호선 |
| ---------------------- | ------------------- | ----------------- |
| 350 가락시장 대화 방면 | ● 수도권 전철 3호선 | 352 오금 방면     |